# Opatkowice Murowane
Opatkowice Murowane – wieś sołecka w Polsce, położona w województwie świętokrzyskim, w powiecie jędrzejowskim, w gminie Imielno.
W latach 1975–1998 miejscowość administracyjnie należała do województwa kieleckiego.

## Historia
Opatkowice Murowane – wieś położona 10 kilometrów na południowy wschód od Jędrzejowa, w ówczesnej gminie Mierzwin, w dawnym powiecie chęcińskim, mają młyn i pokłady kamienia budulcowego.
W 1827 miały 26 domów i 162 mieszkańców.
W 1872 roku rozległość gruntów wynosiła 1129 mórg - gruntów ornych 587, łąk 8 mórg, lasu 486 mórg, nieużytków 48. Budynków murowanych 5, z drzewa 6. Wieś Opatkowice osad 34 gruntu 201 mórg.
Herbarz Bonieckiego podaje, że Komes Przybysław czyli Przybek Kuropattwa herbu Szreniawa, rodem z Grodziny, obok Opatkowic leżącej w 1389 wsie swoje: Rzepin, Rzepinek, Żerniki i Zegrze zamienił na Zborów i Opatkowice z Opatem Łysogórskim. W rękach Kuropatwów było Opatkowice prawie 200 lat.
Od Kuropatwów przechodzą Opatkowice do Rawiczów Dembińskich. W 1544 r. synowie Stanisława sędziego grodzkiego chęcińskiego: Andrzej, Mikołaj i Sebastian dzielą się dobrami ojczystymi i macierzystymi: Grodziną, Opatkowicami, Mierzwinem, Dembianemi i Białoszycami.
Właścicielem w okresie do 1689 r. Opatkowic był Stanisław Oraczewski i Dolscy którzy dobra te nabyli od potomków Dembińskich.
Od Dolskich w 1689 kupił Opatkowice Andrzej Rawicz Dembiński, porucznik pancerny 1702 r. i pułkownik królewski 1703 r. zmarły 1712 r.
W 1714 właścicielami Opatkowic są Wojciech Struś, chorąży wieluński i Anna z Otwinowskich. Następnie należały do Tęgoborskich. Po nich zaś w 1764 właścicielem jest Szymon Malczewski. Kilkakrotnie jeszcze następowała zmiana właścicieli wsi, a to poprzez sprzedaż, a to w drodze sukcesji.
W roku 1858 Opatkowice nabywa Antoni Laskowski ożeniony z Karoliną Rózycką. Po bezpotomnej śmierci Antoniego Laskowskiego jego dział kupuje Erazm Różycki ojciec wspomnianej Karoliny. Wieś pozostaje we własności Różyckich do lat 30. XX wieku.

## Zabytki
We wsi jest piękny dwór o cechach klasycystycznych, zbudowany około 1855 r., parterowy, z gankiem wspartym na kolumnach. Właścicielem dworu był m.in. Erazm Rola Różycki, przywódca obozu „białych” podczas powstania styczniowego. Zmarł w Opatkowicach Murowanych w 1893 r.
Obecnie dwór został gruntownie odremontowany. Znajduje się w rękach prywatnych.
Zespół dworski (dwór i park) wpisany jest do rejestru zabytków nieruchomych (nr rej.: A.93/1-2 z 5.12.1957 i z 8.05.1971).